# Acco
Acco (tiếng Anh: Arkose) là một loại đá trầm tích mảnh vụn, cũng là một loại đá sa thạch đặc biệt chứa ít nhất 25% fenspat.

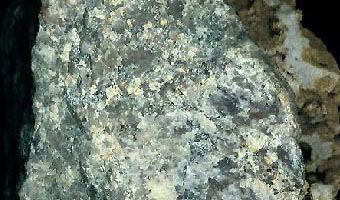
Đá Acco ở Slovakia

## Tính chất
Về thành phần thạch học, thạch anh thường là khoáng vật chiếm ưu thế nhất, sau đó là một số loại mica cũng thường xuất hiện phổ biến. Ngoài khoáng vật, các mảnh đá cũng là một thành phần quan trọng. Acco thường chứa một lượng nhỏ xi măng canxit, lý do khiến nó sủi bọt nhẹ trong acid clohydric loãng, đôi khi xi măng còn chứa oxide sắt. Acco thường có màu xám cho đến hơi đỏ. Các hạt cát cấu thành đá Acco có cỡ hạt từ nhỏ đến rất thô, nhưng thường là thô. Hóa thạch rất hiếm thấy trong Acco, do các quá trình trầm tích hình thành nên nó, trong khi các mặt phân lớp có thể nhìn thấy rõ.

## Hình thành
Acco thường được hình thành từ quá trình phong hóa các đá mácma xâm nhập hay đá biến chất giàu fenspat. Granit phổ biến nhất trong số này, vì nó có thành phần chủ yếu là thạch anh và fenspat. Quá trình trầm tích phải được diễn ra nhanh chóng trong một môi trường lạnh hoặc khô, như vậy fenspat sẽ không bị phong hóa hóa học và phân hủy. Arkose thường đi cùng với các trầm tích cuội kết có nguồn gốc từ đá granit và thường được tìm thấy phía trên một bất chỉnh hợp.